# Wydział Oceanografii i Geografii Uniwersytetu Gdańskiego

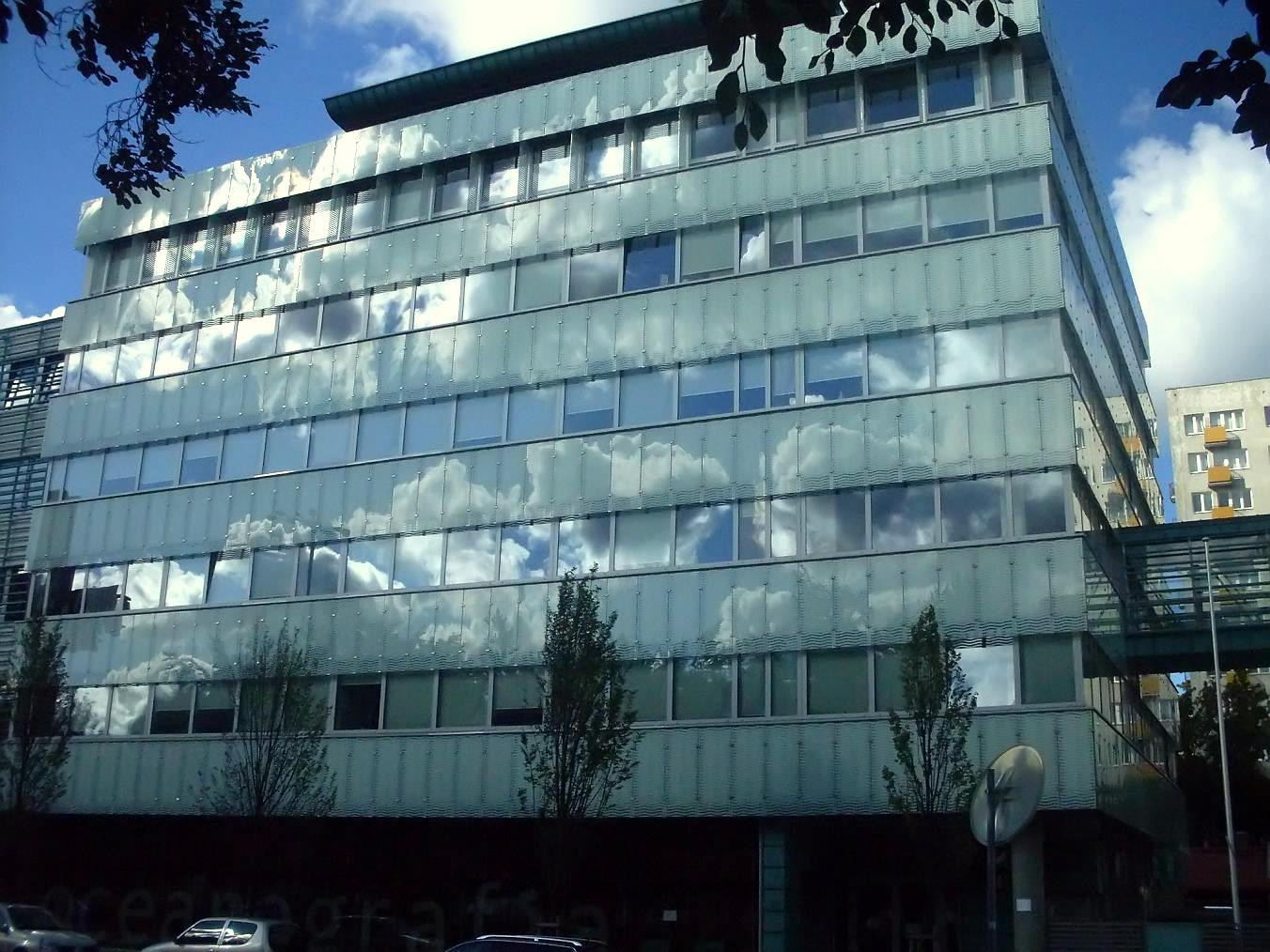
Sąsiedni budynek Instytutu Oceanografii

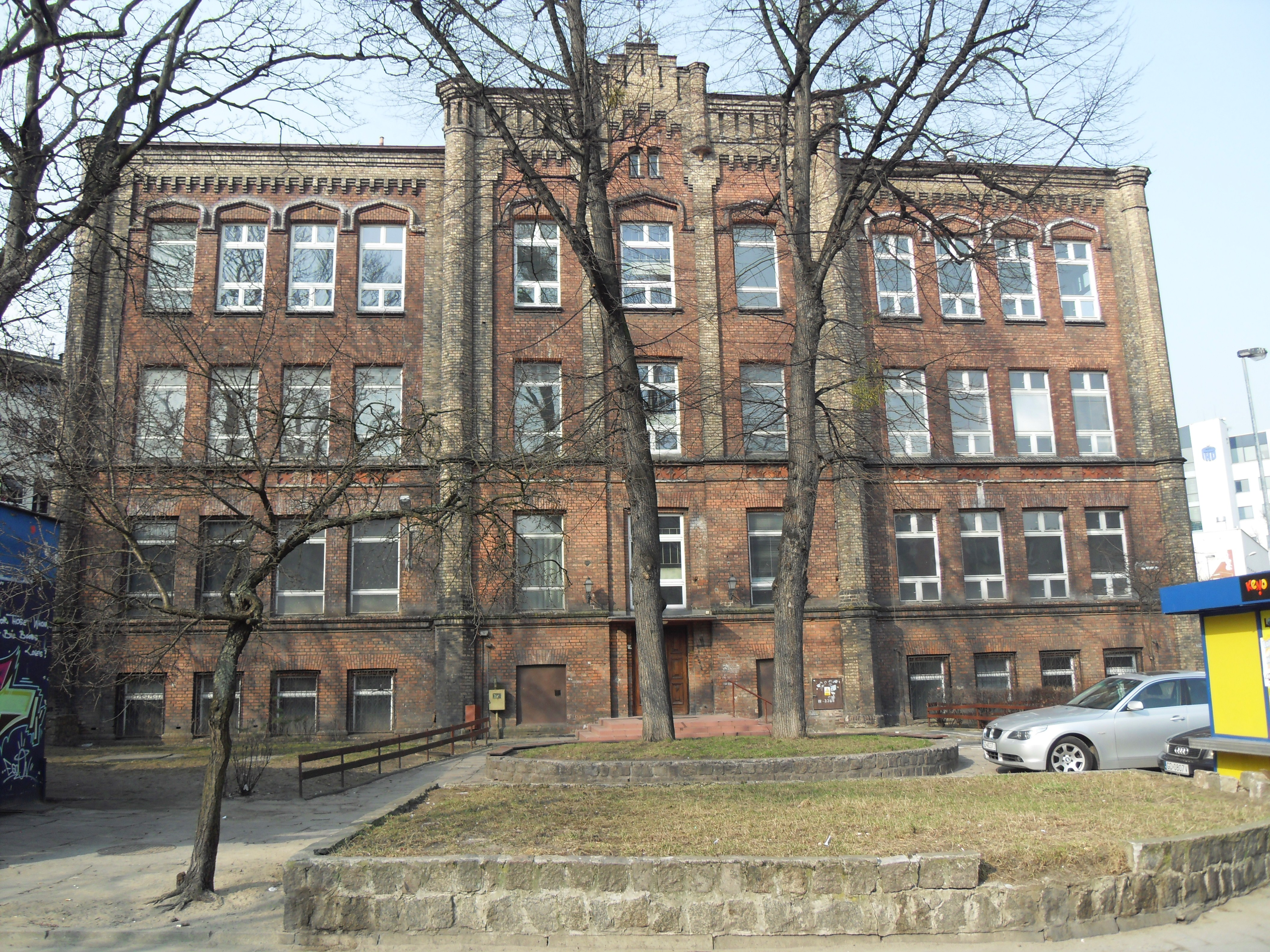
Budynek w Gdańsku Wrzeszczu (do 2010)

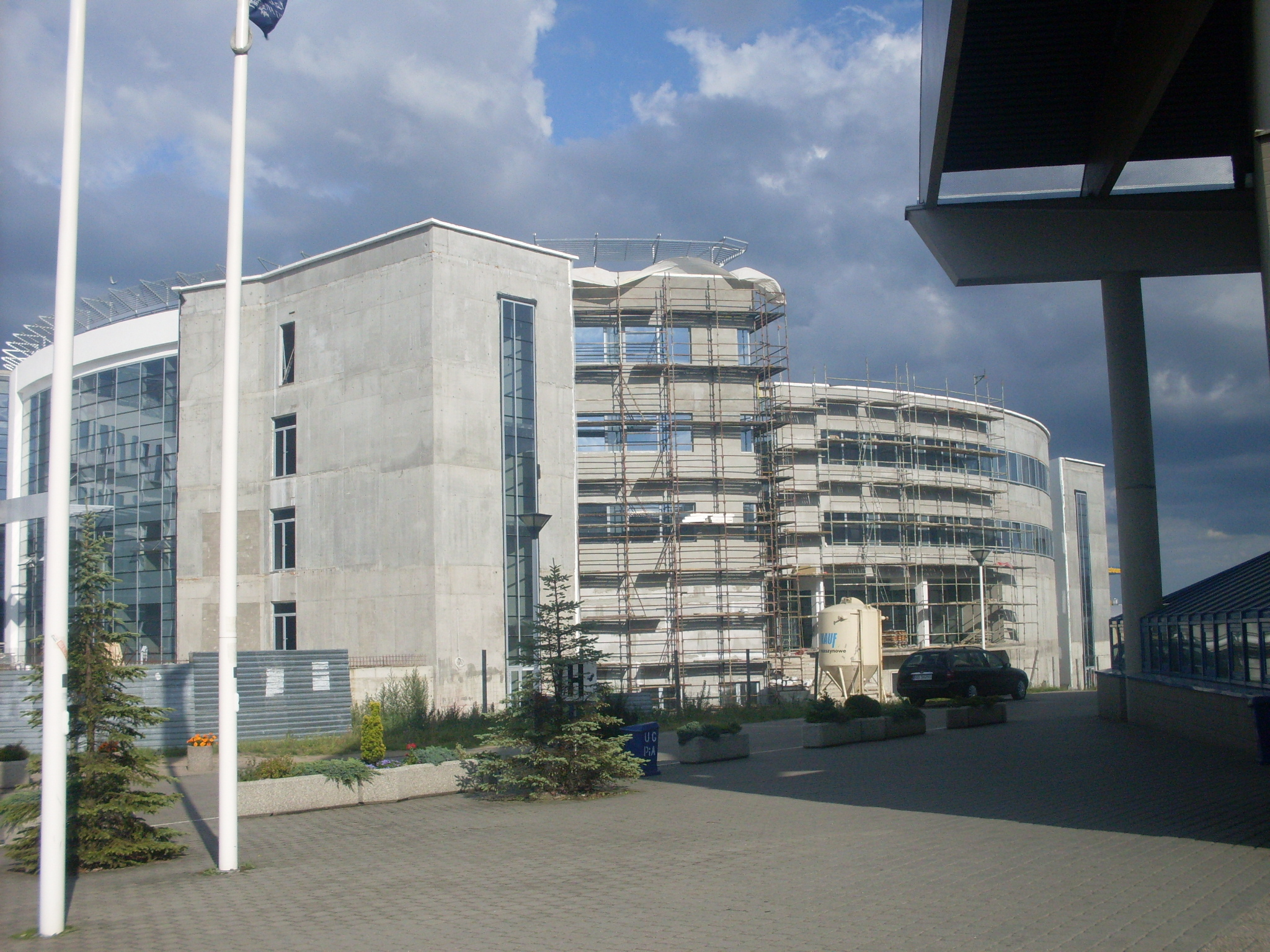
Nowy Budynek WNS i Instytutu Geografii w Gdańsku Oliwie

Wydział Oceanografii i Geografii Uniwersytetu Gdańskiego – jednostka naukowo-dydaktyczna będąca jednym z jedenastu wydziałów Uniwersytetu Gdańskiego. Najbardziej znaną, podległą instytucją jest Fokarium w Helu.

## Władze[1][2][3]
W kadencji 2024–2028
- Dziekan – dr hab. Katarzyna Smolarz, prof. UG
- Prodziekan ds. Nauki i Rozwoju – prof. dr hab. Magdalena Bełdowska
- Prodziekan ds. Kształcenia – dr Mirosława Malinowska
- Prodziekan ds. Studenckich – dr hab. Urszula Janas, prof. UG

## Historia
W 1946 założona została Wyższa Szkoła Pedagogiczna w Gdańsku, w której znajdował się m.in. Wydział Biologii i Nauk o Ziemi. Dwadzieścia cztery lata później, uczelnia ta została połączona z Wyższą Szkołą Ekonomiczną w Sopocie, tworząc Uniwersytet Gdański.
- 1971 – przejęcie Stacji Biologicznej w Górkach Wschodnich od Akademii Medycznej.
- 1977 – powstaje Morskie Laboratorium Terenowe w Helu.
- 1985 – nazwa Wydział Biologii i Nauk o Ziemi została zmieniona na Wydział Biologii, Geografii i Oceanologii.
- 1992 – otwarto Stację Morską Instytutu Oceanografii UG w Helu. Poprzednio MLT.
- 13 października 1997 – otwarto Fokarium.
- 2002 – w Gdyni powstaje centrum badawczo-dydaktyczne dla oceanografii.
- 20 czerwca 2003 – w Stacji Morskiej w Helu otwarto kompleks naukowo-dydaktyczny.
- 1 października 2004 – Instytut Biologii rozpoczął działalność.
- 2004 – wyróżnienie dla kierunku Oceanografia wydane przez Państwową Komisję Akredytacyjną.
- 2008 – otwarcie nowych kierunków studiów: geologia i gospodarka przestrzenna.
- 2008 – Wydział Biologii, Geografii i Oceanologii zostaje podzielony na Wydział Oceanografii i Geografii oraz Wydział Biologii.
- 2010 – Instytut Geografii zostaje przeniesiony z ul. Dmowskiego w Gdańsku Wrzeszczu i al. Piłsudskiego w Gdyni do nowo wybudowanego skrzydła „B” budynku Wydziału Nauk Społecznych i Instytutu Geografii w Kampusie Bałtyckim UG przy ul. Bażyńskiego 4 w Gdańsku Oliwie.

## Kierunki kształcenia
- Akwakultura – biznes i technologia, studia I stopnia
- Geografia, studia I i II stopnia
- Geologia, studia I stopnia
- Gospodarka przestrzenna, studia I i II stopnia
- Gospodarka wodna i ochrona zasobów wód, studia I stopnia
- Oceanografia, studia I i II stopnia

## Lokalizacja i struktura
- Gdynia, al. Marszałka Piłsudskiego 46. Budynek jest wspólny z Wydziałem Biologii.
  - Dziekanat
  - Instytut Oceanografii
    - Zakład Biologii I Ekologii Morza
    - Zakład Chemii Morza I Ochrony Środowiska
    - Zakład Ekologii Eksperymentalnej Organizmów Morskich
    - Zakład Funkcjonowania Ekosystemów Morskich
    - Zakład Geologii Morza
    - Zakład Badań Planktonu Morskiego
    - Zakład Oceanografii Fizycznej
    - Pracownia Aparatury Oceanograficznej
- Gdańsk, ul. Bażyńskiego 4 (Wydział Nauk Społecznych Uniwersytetu Gdańskiego)
  - Instytut Geografii
    - Katedra Geografii Fizycznej I Kształtowania Środowiska
    - Katedra Geomorfologii I Geologii Czwartorzędu
    - Katedra Hydrologii
    - Katedra Limnologii
    - Zakład Geografii Pojezierzy
    - Katedra Meteorologii I Klimatologii
    - Pracownia Dydaktyki Geografii

### Poza Trójmiastem
- Stacja Morska Instytutu Oceanografii Uniwersytetu Gdańskiego – w jej skład wchodzi Fokarium, jedna z atrakcji turystycznych Helu.
- Centrum Monitoringu i Ochrony Wód Uniwersytetu Gdańskiego.
- Poza tym pozastatusowe: Łeba, Szczecin, Duszniki Zdrój, Władysławowo.